# Capital TV
Capital Television (CTV) (belarusiska: СТБ (Сталічнае тэлебачанне)) är en statlig TV-kanal i Belarus som täcker hela landet.
Motsvarande slutna aktiebolag "ryska: Столичное телевидение" registrerades den 19 oktober 2000 och dess första sändning var den 1 januari 2001. Till en början täckte den bara nyheterna från huvudstaden Minsk, sedan 2005 omfattar täckningen hela landet.
I november 2017 började CTV sända i HDTV-format.